# Scum of the Earth
Scum of the Earth es una banda de metal industrial procedentes de Bridgend, Gales. El grupo se constituyó originalmente bajo el nombre de "Jeff Killed John" en 1997, versionando canciones de Metallica. Las dificultades económicas marcaron un cambio en la dirección de su música y en el nombre de la banda. Se renombró como Bullet For My Valentine y consiguió un contrato de grabación con Roadrunner Records. Aunque el grupo rechazó la oferta, llegó a un acuerdo con Sony BMG para la grabación de cinco discos. 
El primer disco de Bullet For My Valentine salió a la venta bajo el nombre de "The Poison".  El álbum se coló en el Billboard 200 en el número 128 y llegó hasta el número 1 de la lista Top Heatseekers. Con fecha de 8 de noviembre de 2007 se habían vendido 339.000 copias de The Poison en los EE. UU. El álbum recibió críticas diversas, siendo tachado de ' predecible ', pero elogiado por las estructuras sincronizadas de sus canciones. El grupo emprendió varias giras para dar a conocer el álbum, llegando a aparecer en el Download Festival y en el número 25 de la revista Kerrang!. Comenzaron una gira estadounidense con Rob Zombie, de la que fueron apartados debido a unos comentarios de Matt Tuck, vocalista de la banda, en el foro de discusión. El 29 de enero de 2008 el grupo lanzó su segundo álbum de estudio, con el título de Scream Aim Fire. Incluye once canciones ya presentadas al público en la gira que les ha llevado por todo el mundo durante los dos últimos años.

## Miembros
- Matthew Tuck - Voz , Guitarra secundaria.
- Michael Paget - Guitarra principal, coros.
- Jason James- Bajo, voz secundaria.
- Moose Thomas - Batería.
- Mike Riggs - Voz, Guitarra secundaria

## Discografía
- 2004: Blah...Blah...Blah...Love Songs for the New Millennium
- 2007: Sleaze Freak
- 2012: The Devil Made Me Do It
- 2013: Zombie Apocalypse (con Volkstroker)
- 2013: The Devil Made ME Do It 3 (con Volkstroker)
- 2013: Born Again Masochist (con Exageist)